# Israël en de Europese Unie

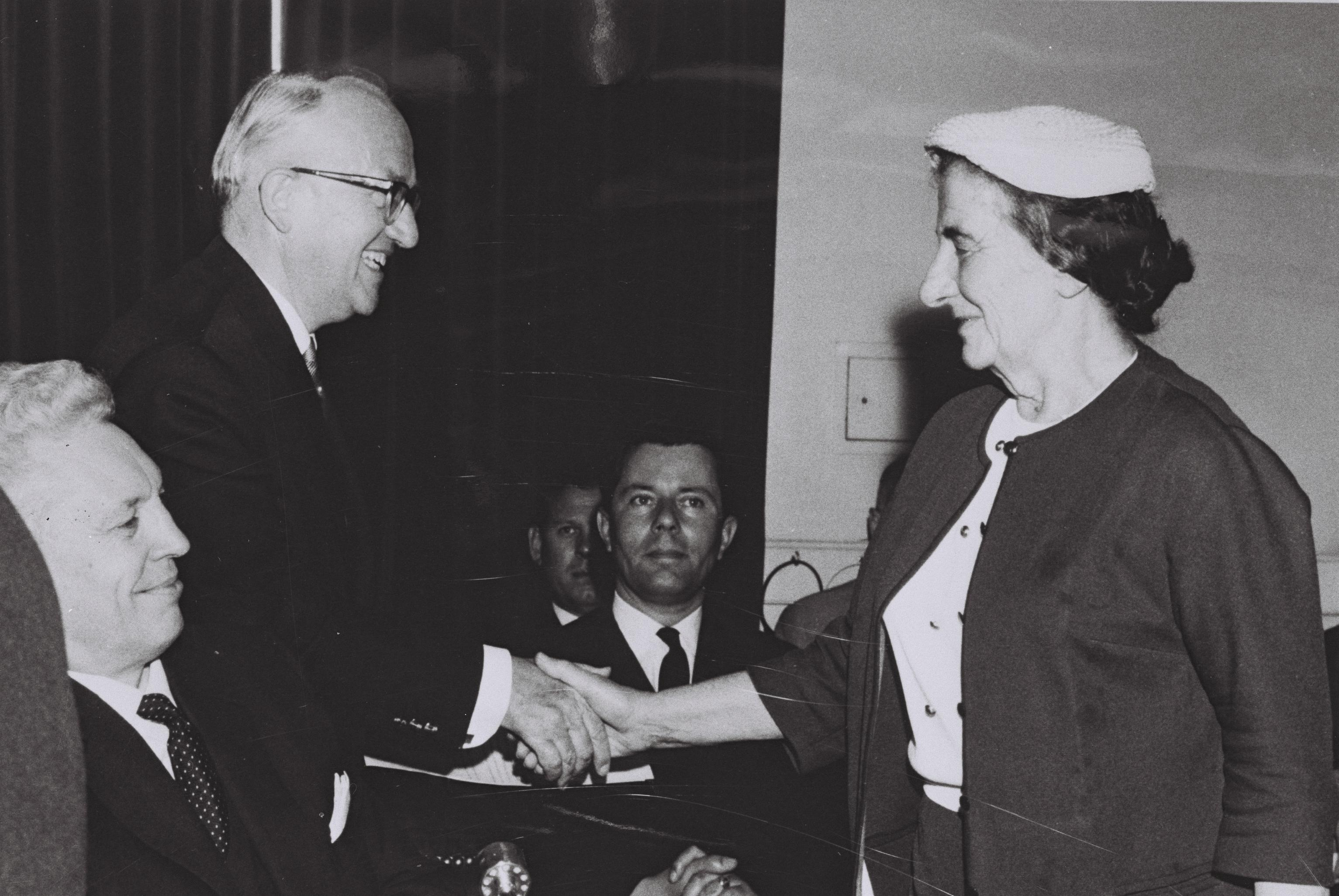
Walter Hallstein en Golda Meïr bij de ondertekening van de eerste handelsovereenkomst in 1964

De relaties tussen Israël en de Europese Unie gaan terug tot 1959 toen diplomatieke betrekkingen werden opgenomen tussen Israël en de Europese Economische Gemeenschap. 

## Samenwerkingsverbanden

### Euro-mediterrane samenwerking
Op 4 juni 1964 werd een eerste handelsovereenkomst tussen de EEG en Israël ondertekend. In 1995 werd een  Euro-mediterrane associatieovereenkomst tussen de Europese Unie en Israël gesloten, welke in 2000 in werking trad.
Associatieovereenkomsten hebben als doel betere economische en politieke samenwerking. De EU is Israëls belangrijkste handelspartner. In 2017 exporteerde Israël goederen ter waarde van 18 miljard dollar naar de EU-landen en importeerde het uit die landen goederen ter waarde van 28 miljard.
In november 1995 werd in Barcelona een conferentie gehouden tussen de ministers van Buitenlandse zaken van de Europese Unie enerzijds en Algerije, Cyprus, Egypte, Israël, Jordanië, Libanon, Malta, Marokko, Mauritanië, Syrië, Tunesië, Turkije en de Palestijnse Autoriteit anderzijds. Ook de Arabische Liga en de Unie van de Arabische Maghreb waren uitgenodigd de conferentie bij te wonen. Dit resulteerde in de periode tussen 1998 en 2005 in acht Euro-mediterrane Associatieovereenkomsten (EMA), waaronder de overeenkomst met Israël, die in 2002 werd gesloten. Associatieovereenkomsten die de EU met landen afsluit moeten, net als wat erin wordt afgesproken, gebaseerd zijn op respect voor de mensenrechten en op democratische beginselen. Hun interne en buitenlandse politiek moet hierdoor geleid worden. Dat staat ook vermeld in artikel 2 van de overeenkomst met Israël. In 2005 kwamen EU en Israël een aanvullend actieplan overeen. Intensivering van de associatie wordt afhankelijk gesteld van trouw aan voornoemde "gemeenschappelijke waarden". In 2008 werd de Unie voor het Middellandse Zeegebied opgericht, waarvan ook Israël lid is.

#### Nederzettingen
Goederen geproduceerd in door Israël in de Westelijke Jordaanoever gebouwde nederzettingen (illegaal volgens de VN/Internationaal recht; Israël noemt dit gebied "betwist") worden door de Europese Unie niet als afkomstig van Israëlisch grondgebied beschouwd: zij vallen dus niet, economisch of anderszins, onder de associatieovereenkomst. Volgens Israël worden deze goederen echter geproduceerd binnen haar douanegebied en zijn zij dus wel Israëlisch. Sinds 1998 is dit dispuut gaande. In een "avis" van 2001 bevestigde de Europese Commissie de visie van de Unie. Dit leidde tot woedende reacties van de kant van Israël.

### Wetenschappelijke samenwerking
Israël neemt deel aan Horizon 2020, een Europees programma (met onder andere subsidies) voor wetenschappelijk onderzoek en innovatie. Het is hierbij verboden direct militair onderzoek te doen of te werken aan kant en klare wapensystemen.

## Schending van de mensenrechten
In haar rapportage met betrekking tot Israël van 2014 was de EU kritisch op verschillende punten, waaronder haar behandeling van de Palestijnse bevolking, de Gazastrook en de Bedoeïenen.
Op 20 mei 2025 kondigde EU-buitenlandvertegenwoordiger Kaja Kallas aan dat er “een sterke meerderheid is om artikel 2 van het verdrag (over de mensenrechten) te evalueren”, met het oog op mogelijke overtredingen door Israël tijdens de Oorlog Hamas-Israël. Intussen bleek echter dat de EU-lidstaten al in november 2024 een vertrouwelijk rapport kregen over schendingen van dat artikel 2. Het rapport, op vraag van Kallas’ voorganger Josep Borrell opgesteld door EU-mensenrechtenvertegenwoordiger Olaf Skoog, werd in december 2024 deels gelekt naar onderzoekssite The Intercept, en op 3 juni 2025 openbaar gemaakt door de nieuwswebsite Euobserver. De EU-buitenlandministers troffen op hun bijeenkomst van 15 juli 2025 echter geen sancties tegen Israël, en lieten een eventueel initiatief over aan de lidstaten.